# Kipp Christianson
Kipp W. Christianson (River Falls (Wisconsin), 30 september 1974) is een Amerikaans professioneel worstelaar die werkzaam was bij WWE als Eli Cottonwood.

## World Wrestling Entertainment/WWE (2008-2012)
In 2008 begon Christianson, onder zijn echte naam, in de World Wrestling Entertainment (WWE) te trainen op Florida Championship Wrestling (FCW). In augustus 2009, werd zijn naam veranderd naar Eli Cottonwood en hij maakte gebruik van een gimmick. Hij spendeerde de meeste tijd om zijn tegenstanders te verslaan, zoals DJ Gabriel, Dutch Mantel en Max McGuirk.
Op 1 juni 2010 was men aangekondigd dat Christianson, onder de naam Eli Cottonwood, deelnam aan het tweede seizoen van WWE NXT en John Morrison was zijn mentor. Tijdens de NXT-aflevering van 27 juli 2010 werd hij geëlimineerd door de NXT-poll en keerde dan terug naar de FCW. In juni 2012 verliet hij de WWE.

## In het worstelen
- Finishers
  - Reverse chokeslam facebuster